# Marcelo Samuel Berman
Marcelo Samuel Berman (Buenos Aires, Argentina, 10 de abril de 1945 - Curitiba, 04 de Maio de 2019) foi um cosmólogo relativista argentino-brasileiro.
Foi diretor científico do Instituto Albert Einstein/Latinamerica, doutorado pela Universidade Federal do Rio de Janeiro (1988) em física teórica e matemática, jornalista profissional com registro no Ministério do Trabalho, e autor de vários livros e artigos científicos publicados nos Estados Unidos, Europa, Singapura, e Japão, nas áreas de relatividade geral, cosmologia relativística, buracos negros e teorias alternativas da gravitação. Lecionou em cursos de doutorado na Universidade da Flórida, Universidade do Alabama, Instituto Nacional de Pesquisas Espaciais e no Instituto Tecnológico de Aeronáutica.

## Biografia
Marcelo Samuel Berman era filho de uma família judaica de origem centro-europeia. Cursou os primeiros anos da escola primária em Buenos Aires, imigrou com a família para Curitiba, em março de 1955, onde terminou o ensino médio em 1962, ingressando no Instituto Tecnológico de Aeronáutica (ITA) em São José dos Campos, onde se formou em engenharia eletrônica. Trabalhou por um período na Universidade Federal do Paraná, de onde foi demitido após ter sido o autor de crime de homicídio cuja vitima foi o físico Hugo Frederico Kremer, de acordo com o processo 2004.01.41822 do Ministério da Justiça (Brasil). Voltando ao ITA, obteve o mestrado em física em 1981, e depois doutorado em física na Universidade Federal do Rio de Janeiro, em 1988. Fez o pós-doutorado no Departamento de Astronomia da Universidade da Flórida (1989-1990), tendo posteriormente lecionado em várias instituições de ensino superior no Brasil e nos Estados Unidos, como professor visitante.
Possui registro definitivo de jornalista no Ministério do Trabalho do Brasil.

## Contribuições acadêmicas
Sua tese de doutorado, introduziu os modelos cosmológicos com parametro de desaceleração constante, do qual só se conheciam dois casos particulares antes de Berman, propor uma série infinita de tais modelos, que hoje são utilizados cotidianamente nos trabalhos científicos sobre Cosmologia.
Descobriu que o universo tem vorticidades (rotação universal), o que explica um retardamento das cápsulas espaciais da NASA. O The New York Academy of Sciences Magazine atribuiu a Berman a solução deste problema da NASA. Propôs também uma solução para o Programa Machiano de Einstein, que implica reconciliar as ideias de Ernst Mach, pelas quais havia acelerações absolutas no universo, enquanto a Teoria da Relatividade Geral propugna só acelerações relativas. Demonstrou que os buracos negros têm parte da energia não-confinada no interior e que a densidade de energia total do universo é zero, portanto, não pode ser infinita na origem dos tempos, ou seja, a singularidade inicial infinita não existe. Outrossim, demonstrou que é verdadeira a conjetura de Stephen Hawking e Alan Guth, segundo a qual o universo sai a partir de uma flutuação quântica e expande inflacionariamente (exponencialmente), provando o correspondente teorema, junto com L.A. Trevisan, seu aluno de pós-doutorado.
Demonstrou, como perturbações na densidade, geram crescimento exponencial na fase inflacionaria, destarte mostrando como surgem as galaxias no Universo, durante a fase inflacionaria, na teoria escalar-tensorial da Relatividade generalizada.Outrossim, demonstrou que também na fase inflacionaria, amplificam-se as ondas gravitacionais, desde que se considere válida a Teoria Escalar-Tensorial, que generaliza a Relatividade Geral, com explicita adequação ao Princípio de Mach, que estão neste preciso momento, em fase de verificação experimental.
Provou, junto com Newton da Costa, que o universo é estável, tanto localmente como globalmente. Provou que o gravitomagnetismo aparece na linearização da Relatividade Geral, e que a energia gravitomagnética aparece nos buracos negros de Kerr-Newman.Ao calcular essa energia, notou que embora para observador infinitamente afastado, ela vale Mc², de acordo com a famosa equação de Einstein, para observador dentro do horizonte do buraco, ela tem um valor decrescente, a medida que o raio vai diminuindo, por colapso gravitacional, chegando ao ponto de se tornar zero.Como na sequencia, se continuasse o colapso, a energia se tornaria negativa, Berman afirma que a singularidade inicial, ou seja, o ponto de densidade de energia pontual infinita, nunca é atingido, pois o que acontece, é que, chegado ao ponto de energia zero, o buraco negro se torna um buraco branco, e reverte-se o colapso em expansão, surgindo um buraco-branco.. Provou que na linearização da Relatividade Geral, aparece o termo de rotação universal., Demonstrou que, ao contrário do modelo isentrópico padrão, a entropia do universo cresce com sua expansão, o que faz uma ponte com as leis da termodinâmica . Finalmente, estipulou a condição matemática pela qual a positividade da energia não gravitacional do universo fica assegurada.. Provou que o Universo pode ser assemelhado a um buraco-branco (antítese do buraco-negro), donde sua estabilidade fica garantida também.
É membro da Academia de Ciências de Nova York.[carece de fontes?]

## Linhas de pesquisa
- Relatividade geral
- Cosmologia relativista
- Criação do universo, a partir da energia total zero
- Buracos negros
- Filosofia da ciência
- Física sub-atômica ligada à física cosmológica
- Teorias alternativas da gravitação
- Amplificação de ondas gravitacionais
- Formação de galáxias, através da teoria perturbativa da densidade no universo primordial

## Obras

### Livros publicados
1. Ótica Geométrica: Estudo Programado. Com C.D.D. César. Curitiba: Gráfica e Editora DB, 1972
2. Cálculo Tensorial e Relatividade Geral: Uma Introdução. 2ª edição. Com F.M. Gomide, São Paulo: McGraw-Hill, 1987. ISBN 0-07-450058-9
3. Introdução à Cosmologia Relativística. 2ª edição. Com F.M. Gomide. São Paulo: McGraw-Hill, 1988. ISBN 978-8820738723
4. Aprenda a Estudar Eficientemente. Curitiba: Editora Albert Einstein, 1993. 2ª Edição 2011. ISBN 978-85-85190-00-2
5. Introduction to General Relativity and the Cosmological Constant Problem. Nova Science, Nova Iorque (2007) ISBN 978-1594547171
6. Introduction to General Relativistic and Scalar-Tensor Cosmologies. Nova Science, Nova Iorque (2007) ISBN 978-1600210136
7. A Primer in Black Holes, Mach´s Principle, and Gravitational Energy, Nova Science, Nova Iorque (2008) ISBN 978-1600217951
8. Philosophy of Science: Brief History, com Fernando de Mello Gomide.  Booksurge Publishing,Charleston. (2009) ISBN 978-1439276648
9. General Relativity and the Pioneers Anomaly. Nova Science Publishers Inc ,Nova Yorque(2012) ISBN 978-1621000037
10. Realization of Einstein´s Machian Program. Nova Science Publishers, Nova Iorque (2012) ISBN 978-1619421646

### Capítulos de livros publicados
1. Energy of Black-Holes and Hawking´s Universe, in Trends in Black-Hole Research”(Chapter 05)-pages 147-162, ed. Paul V. Kreitler, Nova Science, N.Y.(2006)-ISBN 1-59454-475-1
2. Energy, Brief History of Black-Holes, and Hawking´s Universe, in "New Developments in Black Hole Research"Chapter 05, pages 185-202, ed. By Paul V. Kreitler, Nova Science,New York (2006)-ISBN 1-59454-641-X
3. Rotation of the Expanding Zero-Energy Universe , Chapter 12, pp 285/0in Big Bang: Theory, Assumptions and Problems,edited by Jason R. O'Connell and Alice L. Hale, Nova Science Publishers, New York (2012). Co-author-F.M.Gomide.--  ISBN 978-1-61324-577-4
4. Entropy Growth in the Universe, Chapter 8, pp 229/242 in Big Bang: Theory, Assumptions and Problems, edited by Jason R. O'Connell and Alice L. Hale, Nova Science Publishers, New York (2012)-- ISBN 978-1-61324-577-4

### Editoria de livros
Editor da versão brasileira do livro de Stephen Hawking (1997), “The Illustrated A Brief History of Time” (na versão brasileira, Editora Albert Einstein, Curitiba—ISBN 85-85190-035).

### Artigos em revistas especializadas
Tem mais de cem artigos  científicos publicados em revistas internacionais especializadas, além de cerca de 200 artigos em jornais brasileiros, dentre os quais,"O Estado de S. Paulo", "Folha de S. Paulo", "Gazeta Mercantil", e, "O Estado do Paraná".